# 比鲁姆
比鲁姆（丹麥語：Byrum），是位于卡特加特海峡的丹麥島嶼，为萊斯岛市镇的行政中心及最大的城镇。这个城镇是岛上少數不靠近大海的小镇。

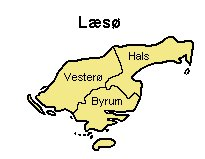
比鲁姆在萊斯島的位置